# Лямпорт, Ефим Петрович
Ефим Петрович Лямпорт (род. 1963) — русский поэт, прозаик, литературный критик.

## Биография
Окончил лечебный факультет ММСИ им. Семашко (1987), интернатуру по акушерству и гинекологии (1988). Работал врачом в родильном доме.
Участник московского литературного клуба «Корабль». Член редакционной коллегии и соредактор самиздатовских журналов «Корабль» и «Морская черепаха». Со дня основания и до закрытия постоянный автор газеты «Гуманитарный фонд». Сотрудник отдела культуры «Общей Газеты» (1992). Обозреватель «Независимой газеты» (1993—1995).
Вёл еженедельную программу «Радио-шоу Ефима Лямпорта ОК» на Иновещании.
Был доверенным лицом М. Н. Ромма, кандидата на должность главы администрации Москвы.
Член Союза писателей Москвы с 1991 года.
В ноябре 1996 года эмигрировал в США, жил в Нью-Йорке, с 2009 г. — в штате Оклахома.

## Творчество

### Избранные труды
- Лямпорт Е. Булат Окуджава как религиозное явление времён развитого социализма. УлПресса (30 июля 2010). Дата обращения: 17 марта 2013. Архивировано 21 марта 2013 года.
- Лямпорт Е. Вся правда обо мне // Топос : литературно-философский журнал.
- Лямпорт Е. 10 тысяч фунтов лиха (недоступная ссылка — история) // Независимая газета : газета. — 1994, 5 июля.
- Лямпорт Е. «Жизнь по кривой» («Изгнание из Эдема. Исповедь еврея») // Независимая газета : газета. — 1994, 11 февраля.
- Лямпорт Е. Непопулярность Lege Artis // Независимая газета : газета. — 1994, 11 августа.

### Цитаты
Читаете ли вы современную художественную литературу, публикуемую в издательствах и толстых журналах? … назовите, пожалуйста, последнюю из понравившихся книг (роман, повесть, рассказ), её автора и, по возможности, время и место её публикации.

 Очень хорошо помню, что последняя целиком прочитанная мной журнальная публикация была в «Знамени» (№ 9, 2005) «Москва-Берлин», Михаила Голубкова. С тех пор ничего основательного в журналах не читал. Изредка, может быть, стихи. Обычно пробегаю глазами журнальные оглавления, и на этом всё заканчивается. Толстые журналы умерли. Дух их вышел в интернет, побродил там некоторое время, и, кажется, что развеялся окончательно. <…> Если назвать одну самую-самую книгу из последнего, — то мой безусловный фаворит: «Т» Виктора Пелевина, «ЭКСМО», Москва, 2009. Не могу не упомянуть поэтическую антологию, которую в руках не держал, не читал, но хотел бы купить. Выглядит привлекательно по составу (в основном), объёму и оформлению — «Русские стихи 1950—2000 годов. Антология (первое приближение)». В двух томах. Сост. И. Ахметьев, Г. Лукомников, В. Орлов, А. Урицкий. — М.: Летний сад, 2010. — 920 с. — (Культурный слой; Волшебный хор).

Читаете ли вы статьи литературных критиков и обозревателей книжных новинок? Если да, то кто из этих критиков и обозревателей на ваш взгляд наиболее адекватен?

 За новинками практически не слежу. И совсем не верю первым отзывам на новые книги, неважно от кого они исходят. Чаще всего о новинках через несколько месяцев просто забывают, вне зависимости от того кто и что о них написал. Это правило. Исключения, конечно, должны быть, но припомнить что-то ни одного не могу.— Давыдов Г. Неудобная литература. Хроника: Часть 22. Ответы Ефима Лямпорта // Перемены : толстый веб-журнал. — 2010, 1 июня.

## Отзывы
Лямпорт пишет, о чём другие боятся подумать. <…>
Мне нравятся его рецензии на романы Р. Б. Паркера. Я тоже по Паркеру учил английский.— Ширяев В. Хит-парад критической критики // Литературная Россия. — 2009, 2 октября. — № 39. Архивировано 27 января 2013 года.

Пафос писаний Лямпорта находился где-то между веховскими антиинтеллигентскими традициями и современными инвективами Дмитрия Галковского; стилистически они напоминали свободные разговоры за рюмкой вина или треп в курилке — кому не приходилось поносить, не стесняясь в выражениях, живых классиков, всяких-разных неприкасаемых от словесности! — Лямпорт перенес это на бумагу.— Урицкий А. Краткая история «Гуманитарного фонда».

…поэт он небесталанный. Правда, я знаю только «Каждый Охотник Желает Знать…» и еще несколько его ранних стихотворений. Но уже то, что человек не гладкописью вышивал, а проламывался, для меня плюс. <…> Лямпорт, конечно, боролся за литературу, нормальную, живую.— Константин Кедров (цит. по:)

## Награды и признание
Лауреат премии «Звёздный фаллос — 2009».